# Pays des Olonnes
Ne doit pas être confondu avec la communauté de communes des Olonnes.
Le pays des Olonnes, également appelé simplement « les Olonnes », est un espace naturel français situé à l’ouest du département de la Vendée dans la région des Pays-de-la-Loire.
Ce pays côtier borde les marais des Olonnes et le pays de Brem au nord, le Talmondais au sud et le Pays yonnais à l’est.

## Définitions
Au sens restreint, le « pays des Olonnes » regroupe les agglomérations des Sables, d’Olonne, du Château et de l’Île.
Au sens administratif, il peut se définir par les cinq communes de la communauté d’agglomération des Sables-d’Olonne (L’Île-d’Olonne, Les Sables-d’Olonne, Saint-Mathurin, Sainte-Foy et Vairé), qui sont également les entités de son bassin de vie.